# Europees Laboratorium voor Moleculaire Biologie
Het Europees Laboratorium voor Moleculaire Biologie (EMBL) is een onderzoeksinstelling voor moleculaire biologie die wordt ondersteund door 27 lidstaten, één prospectstaat en twee geassocieerde lidstaten. EMBL is opgericht in 1974 en is een intergouvernementele organisatie die wordt gefinancierd met publiek onderzoekgeld van de lidstaten. Onderzoek bij EMBL wordt uitgevoerd door ongeveer 85 onafhankelijke groepen die onderzoek doen in in verschillende disciplines binnen de moleculaire biologie. De lijst met onafhankelijke groepen bij EMBL is te vinden op www.embl.org. Het laboratorium opereert vanuit zes locaties: het hoofdlaboratorium in Heidelberg en buitenposten in Hinxton (het European Bioinformatics Institute (EBI), in Engeland), Grenoble (Frankrijk), Hamburg (Duitsland), Rome (Italië) en Barcelona (Spanje). EMBL-groepen en laboratoria doen fundamenteel onderzoek in de moleculaire biologie en moleculaire geneeskunde en leiden wetenschappers, studenten en bezoekers op. Daarnaast helpt organisatie zijn lidstaten bij de ontwikkeling van diensten, nieuwe instrumenten, methoden en technologie. Israël is de enige volledige lidstaat buiten Europa .

## Geschiedenis
De oprichting van EMBL was een idee van Leó Szilárd, James Watson en John Kendrew. Hun doel was om een internationaal onderzoekscentrum te creëren, vergelijkbaar met CERN, maar dan voor de moleculaire biologie, een veld dat toen vooral door Amerikanen werd gedomineerd. Kendrew was tot 1982 de eerste directeur-generaal van EMBL en werd opgevolgd door Lennart Philipson. Van 1993 tot 2005 was Fotis Kafatos directeur die werd opgevolgd door Iain Mattaj, de vierde directeur van EMBL, van 2005 tot 2018.  In januari 2019 werd Edith Heard de vijfde directeur van EMBL en de eerste vrouw die deze functie bekleedde.

## Onderzoek

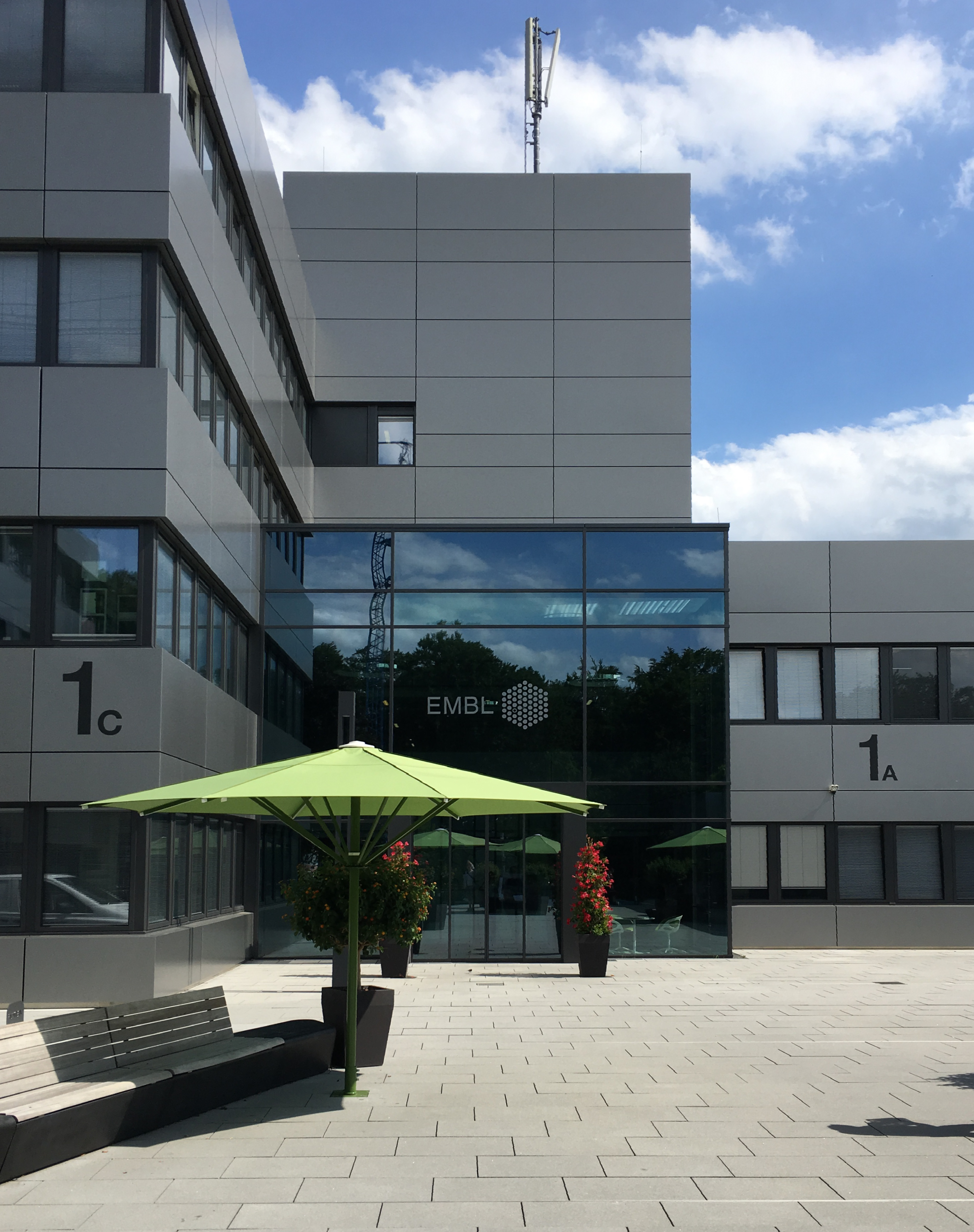
De hoofdingang van EMBL in Heidelberg.

Het hoofdkwartier ligt in Heidelberg, waar een mix van onderzoeksactiviteiten wordt uitgevoerd. Er zijn eenheden in celbiologie en biofysica, ontwikkelingsbiologie, genoombiologie en structurele en computationele biologie, alsook enkele servicegroepen. Daarnaast zijn er nog 5 buitenposten, elk met een specifiek onderzoeksgebied. Het EMBL-EBI is een knooppunt voor bioinformatica onderzoek en diensten, waaronder het ontwikkelen en onderhouden van een groot aantal gratis wetenschappelijke databases. In Grenoble en Hamburg is het onderzoek gericht op structurele biologie . 
De site in Rome-site is gewijd aan de studie van epigenetica en neurobiologie terwijl wetenschappers van EMBL Barcelona onderzoeken hoe weefsels en organen functioneren en zich ontwikkelen.
Bij EMBL zijn veel wetenschappelijke doorbraken gemaakt. De eerste systematische genetische analyse van de embryonale ontwikkeling in de fruitvlieg werd uitgevoerd op EMBL door Christiane Nüsslein-Volhard en Eric Wieschaus, waarvoor ze in 1995 de Nobelprijs voor Fysiologie of Geneeskunde ontvingen. Begin jaren tachtig ontwikkelden Jacques Dubochet en zijn team bij EMBL cryogene elektronenmicroscopie voor biologische structuren. Ze werden beloond met de Nobelprijs voor chemie 2017.

## Lidmaatschap

■ Lidstaten■ Geassocieerde lidstaten■ Prospectstaten

EMBL wordt momenteel ondersteund door 27 lidstaten, twee geassocieerde lidstaten en één kandidaat-lidstaat.
| Lidstaten               | Jaar van deelname |
| ----------------------- | ----------------- |
| Oostenrijk              | 1974              |
| België                  | 1990              |
| Kroatië                 | 2006              |
| Tsjechië                | 2014              |
| Denemarken              | 1974              |
| Finland                 | 1984              |
| Frankrijk               | 1974              |
| Duitsland               | 1974              |
| Griekenland             | 1984              |
| Hongarije               | 2017              |
| IJsland                 | 2005              |
| Ierland                 | 2003              |
| Israël                  | 1974              |
| Italië                  | 1974              |
| Litouwen                | 2019              |
| Luxemburg               | 2007              |
| Malta                   | 2016              |
| Montenegro              | 2018              |
| Nederland               | 1974              |
| Noorwegen               | 1985              |
| Polen                   | 2019              |
| Portugal                | 1998              |
| Slowakije               | 2018              |
| Spanje                  | 1986              |
| Zweden                  | 1974              |
| Zwitserland             | 1974              |
| Verenigd Koninkrijk     | 1974              |
| Potentiële lidstaten    |                   |
| Estland                 | 2019              |
| Geassocieerde lidstaten |                   |
| Argentinië              | 2014              |
| Australië               | 2008              |

## Opleiding

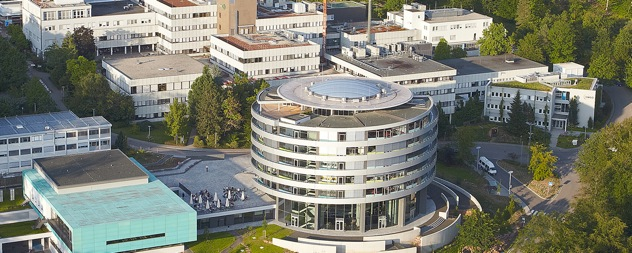
De EMBL Heidelberg-gebouwen, inclusief het nieuwe Advanced Training Center

Geavanceerde training is een van de vijf kernmissies van EMBL. In de loop der jaren heeft het Laboratorium een aantal trainingsactiviteiten opgezet, waarvan het EMBL International PhD Program (EIPP) het vlaggenschip is. In total zijn er ongeveer 200 doctoraatsstudenten aan de slag, sinds 1997 heeft EMBL ook het recht om zijn eigen diploma uit te reiken. Andere activiteiten zijn onder meer het postdoctorale programma, waaronder het EMBL  Interdisciplinary Postdoctoral programme (EIPOD); het European Learning Laboratory for the Life Sciences (ELLS) voor lerarenopleiding; en het bezoekersprogramma. EMBL bouwt momenteel een centrum voor hoge resolutie licht- en elektronenmicroscopie in het hoofdkantoor in Heidelberg. Dit centrum staat open voor bezoekende wetenschappers van over de hele wereld en biedt een unieke servicefaciliteit voor de levenswetenschappen, waarbij geavanceerde apparatuur, experts en data-analyse worden gecombineerd.

## EMBL Advanced Training Center
In maart 2010 werd het EMBL Advanced Training Center (ATC) in gebruik genomen op de hoofdcampus in Heidelberg. Het gebouw heeft de vorm van een dubbele DNA-helix en wordt gebruikt voor de organisatie van conferenties en trainingen.

## Wetenschap en samenleving
EMBL heeft ook een actief Science and Society-programma dat activiteiten en evenementen biedt over actuele vraagstukken in het levenswetenschappelijk onderzoek voor het grote publiek en de wetenschappelijke gemeenschap.